# Багато мам
«Багато мам» — книжка-картинка для дітей 1983 року, написана Джейн Северанс та проілюстрована Джен Джонс. За сюжетом, Емілі виховують чотири жінки. Інші діти в її школі сумніваються, що у неї «багато мам», але коли її поранено, четверо її мам поспішають їй на допомогу, а її однокласники визнають, що у неї справді «багато мам».
Робота була другою для Северанс, опублікованою видавництвом Lollipop Power, і другою книжкою-картинкою загалом. «Багато мам» отримала похвалу у феміністських медіа з моменту публікації та викликала дебати серед дослідників та дослідниць дитячої літератури та інших щодо того, чи слід вважати її твором дитячої літератури ЛГБТ за відсутності явного текстового підтвердження стосунків матерів Емілі одна з одною. Твір також відзначився зображенням нетрадиційної сім'ї.

## Передумови та публікація
Першою книгою Джейн Северанс, лесбійської виховательки, яка живе в Денвері, була Коли Меган пішла, опублікована видавництвом Lollipop Power у Чапел-Гілл, штат Північна Кароліна, у 1979 році. Северанс, яка написала «Коли Меган пішла», коли їй був приблизно 21 рік, зацікавилася написанням творів для сімей у своїй лесбійській спільноті в Денвері, які «виховували дітей у колективних домогосподарствах, але це було не так ідилічно, як домогосподарство, показане у фільмі „Багато мам“. Це була пара справді завантажених жінок з багатьма дітьми від попередніх шлюбів, і всі мами пили».
Lollipop Power, незалежне видаництво, засноване в 1970 році з метою протидії «сексуально-стереотипній поведінці та моделям для наслідування, які суспільство представляє маленьким дітям», опублікувала «Багато мам» у 1983 році як 35-сторінкову книгу в м'якій палітурці з ілюстраціями Джен Джонс в зелено-бежевих тонах. Книгу рекомендовано аудиторії віком від 4 до 8 років.

## Сюжет
Емілі живе з чотирма жінками: її біологічною матір'ю Джилл, а також Енні Джо, Вікі та Шадовумен. Енні Джо та Шадовумен відвозять Емілі до її нової школи у її перший день. Емілі вирішує стояти біля групи дітей, які обговорюють, хто їх підвіз; коли її запитують про її сім'ю, вона відповідає, що в неї «багато мам». Оскільки інші діти сумніваються та дражнять Емілі, вона йде геть і піднімається до спортивного залу.
Удаючи, що керує шкільним автобусом на ігровому наборі, Емілі падає і вивихує руку. Різні дорослі поблизу впізнають Емілі як дитину однієї з її опікунок і кидаються в різних напрямках, щоб знайти матір Емілі. Джилл, Енні Джо, Вікі та Шадовумен одразу поспішають на допомогу Емілі, і інші діти розуміють, що у неї справді «багато мам». Одна за одною її мами залишають шкільне подвір'я, і Джилл запитує, чи варто їй залишитися з Емілі, на що Емілі відповідає, що їй самій у школі добре, і вона розповість своїм чотирьом матерям про свій день, коли повернеться додому того вечора.

## Сприйняття і спадок
Хоча книга не отримала рецензій у великих галузевих виданнях, Енн Мартін-Лефф у 1984 році написала в New Directions for Women, що «Багато мам» була добре ілюстрованою та «теплою та турботливою книгою». Мелоді Айвінс написала в Feminist Bookstore News у 1990 році, що твір був «надзвичайно різноманітним» і описала його як одне з небагатьох творів, доступних для дітей лесбійок. У 2012 році дослідник дитячої літератури Джеймі Кемпбелл Найду назвав «Багато мам» новаторським і рекомендував цей твір.
Деякі вчені та автори не дійшли згоди щодо того, чи є достатньо текстових доказів, щоб стверджувати, що матері Емілі — лесбійки, і, отже, чи слід розглядати «Багато мам» як книгу ЛГБТ. Дослідниця Вірджинія Вулф написала, що в тексті роботи немає доказів, які «доводять, що деякі або всі жінки є лесбійками, хоча очевидно, що їхні умови життя підвищують таку можливість». Дитяча ЛГБТ-письменниця Леслеа Ньюман так само заявила, що, на її думку, «тут немає нічого явного, що показує, що хтось із них лесбійки. Я маю на увазі, що вони живуть у комуні і мають цікаві імена. Але ви знаєте, ніщо не говорить про те, що хтось із них є парою». Дослідниця Діанна Лоран написала, що в історії не йдеться про стосунки опікунок Емілі одна з одною, і описує її матерів як «громадську спільноту жінок».
Навпаки, Найду описав книгу як «одну з перших американських книжок з картинками, яка представляє нетрадиційну лесбійську сім'ю». Дослідник дитячої літератури Томас Крісп також висловився на користь того, щоб розглядати «Багато мам» ЛГБТ-книгу, заявивши, що «семіотика робить текст дивним». За Кріспом, який визнає, що жодна з персонажок історії не ідентифікує себе як лесбійка, двозначність навколо тексту походить від соціальних спроб нормалізувати квір-сім'ї з двома батьками, «щоб компенсувати занепокоєння щодо квір-потягу», що призводить до критичного заперечення «Багато мам» і структуру сім'ї, яку вона зображує.
Незважаючи на спірний статус книжки з малюнками для лесбійок, «Багато мам» також відзначили зображенням нетрадиційної (ненуклеарної) сім'ї. У 2010-х робота була роздрукована, і копії часто продавалися більш ніж у 40 разів дорожче від початкової роздрібної ціни.

### Про книгу
- Bunkers, Suzanne (1992). 'We are not the Cleavers': Images of nontraditional families in children's literature. The Lion and the Unicorn. 16 (1): 115—133. doi:10.1353/uni.0.0110. S2CID 144554393.
- Crisp, Thomas (2010). Setting the record 'straight': An interview with Jane Severance. Children's Literature Association Quarterly. 35 (1): 87—96. doi:10.1353/chq.0.1950.
- Ivins, Melody (September–October 1990). Southern Sisters children's bibliography. Feminist Bookstore News. Т. 13, № 3. с. 27—33. ISSN 0741-6555. JSTOR community.28036335.
- Laurent, Dianna (2009). Children's literature, lesbian. У Nelson, Emmanuel S. (ред.). Encyclopedia of contemporary LGBTQ literature of the United States. ABC-CLIO. с. 125—126. ISBN 9780313348600.
- Martin-Leff, Ann (January–February 1984). For young readers. New Directions for Women. Т. 13, № 1. с. 18. ISSN 0160-1075. JSTOR community.28041145.
- Naidoo, Jamie Campbell (2012). Rainbow family collections: Selecting and using children's books with lesbian, gay, bisexual, transgender, and queer content. Libraries Unlimited. ISBN 9781598849608.
- Peel, Katie R. (2015). An interview with Lesléa Newman: A punchy new Heather, Dolly Parton, and Orange is the New Black. Journal of Lesbian Studies. 19 (4): 470—483. doi:10.1080/10894160.2015.1057076. PMID 26264992. S2CID 6253368.
- Wolf, Virginia L. (1989). The gay family in literature for young people. Children's Literature in Education. 20 (1): 51—58. doi:10.1007/BF01128040. S2CID 144389083.